# Období sucha

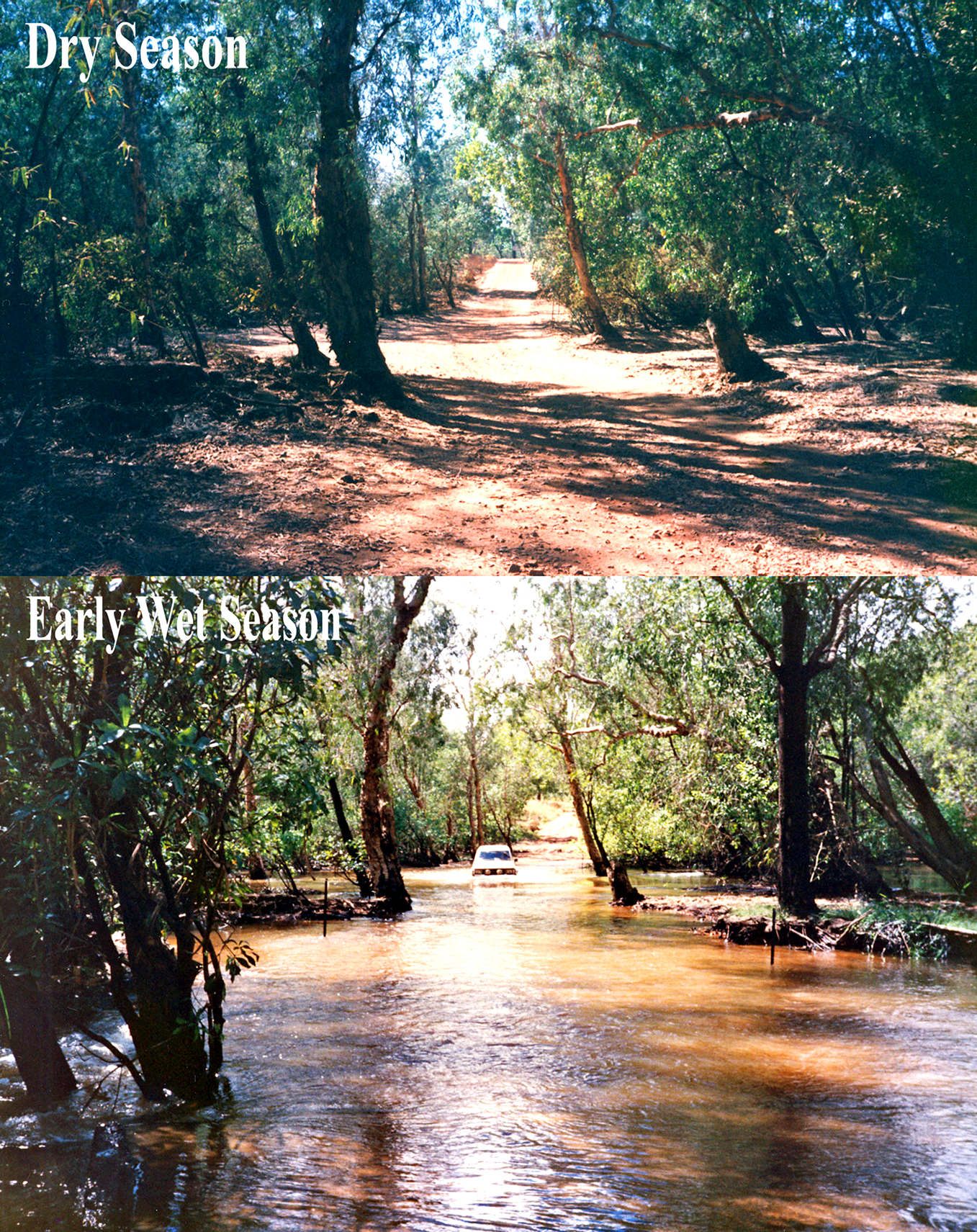
Řeka Finnis (Austrálie) v období dešťů a období sucha

Období sucha je období v roce, které se vyskytuje v tropickém podnebném pásu, kde se střídá s obdobím dešťů. Vyznačuje se malým množstvím srážek a nízkou vzdušnou vlhkostí, což způsobuje vysychání řek a jezer. Mnoho zvířat tak v důsledku nedostatku vody a potravy migruje na jiná místa, např. zebry, sloni nebo pakoni. Časté jsou také požáry kvůli malému obsahu vody v rostlinách.